# محبوبه سراج
محبوبه سراج (متولد ۱۹۴۸ کابل، افغانستان) روزنامه‌نگار افغان و مدافع حقوق زنان است. او در کنار سایر فعالیت‌هایش، مدیر سازمان تحقیق برای صلح و همبستگی (ORPS)، رئیس اجرایی شبکه زنان افغان و عضو ائتلاف زنان افغان علیه فساد است.
محبوبه در کابل به دنیا آمد، در دبیرستان دخترانه ملاله به دبیرستان رفت و در دانشگاه کابل تحصیل کرد. در سال ۱۹۷۸، سراج و شوهرش توسط حزب کمونیست افغانستان به زندان افتادند و بعداً در همان سال به عنوان عنصر نامطلوب اعلام شدند. او به ایالات متحده (در ابتدا شهر نیویورک) رفت و حدود ۲۵ سال در آنجا در تبعید زندگی کرد و سپس در سال ۲۰۰۳ به افغانستان بازگشت.
سراج پس از بازگشت به افغانستان از حق تحصیل و سایر حقوق زنان حمایت کرد و تعدادی سازمان را تأسیس کرد که در این زمینه فعال بودند. وی به‌ویژه نقشی مهم در دفاع و گسترش حضور زنان در عرصهٔ سیاست، از طریق یک برنامهٔ اقدام ملی داشت. چنین امری توسط قطعنامه ۱۳۲۵ شورای امنیت تشویق شده است.
هنگامی که طالبان کنترل کامل کشور را در اوت ۲۰۲۱ به دست گرفتند، سراج به افغانستان بازگشت و قول داد در این کشور بماند تا از حقوق زنان دفاع کند. او ناراحتی خود را از متحدان غربی اعلام کرد که افغانستان را ترک کرده و به طالبان سپردند.
او هم در داخل و هم در خارج از افغانستان کمپین‌های زیادی را جهت خاتمه دادن به تنفر ایرانی‌ها از افغانی‌ها راه انداخته است.
وی در فهرست ۱۰۰ فرد تأثیرگذار در جهان در سال ۲۰۲۱ مجلهٔ تایم قرار گرفت.